# Aglaia malaccensis
Aglaia malaccensis là một loài thực vật]] thuộc họ Meliaceae. Loài này có ở Indonesia, Malaysia, và Philippines.